# Achstetten
Achstetten est une commune de Bade-Wurtemberg (Allemagne), située dans l'arrondissement de Biberach, dans la région Donau-Iller, dans le district de Tübingen.

## Personnalités liées à la ville
- Christoph Martin Wieland (1733-1813), poète né à Oberholzheim.